# Ruta de Illinois 180
La Ruta de Illinois 180, y abreviada IL 180 (en inglés: Illinois Route 180) es una carretera estatal estadounidense ubicada en el estado de Illinois. La carretera inicia en el sur desde la US 150     en Williamsfield hacia el norte en la IL 17     en Galva. La carretera tiene una longitud de 24,8 km (15.43 mi).

## Mantenimiento
Al igual que las autopistas interestatales, y las rutas federales y el resto de carreteras estatales, la Ruta de Illinois 180 es administrada y mantenida por el Departamento de Transporte de Illinois por sus siglas en inglés IDOT.